# 假死机
假死机（英語：Hang）是指当计算机运行的程序占用了几乎全部的硬件资源时，计算机出现应用程序没有响应的一种与死机（非蓝屏死机，下同）表现几乎相同的现象。

## 与死机的区别
死机是一种不可在软件层面上解决的现象，一旦死机，操作者必须通过重启甚至更换硬件等硬件层面上的措施才能使计算机恢复正常运行。而假死机通常只是由于硬件资源暂时性地被消耗殆尽，因而无法对外部指令进行响应的现象。通常计算机操作者只需等待一定时间，待计算机将先前的应用程序处理完毕，腾出多余的硬件资源后便可以恢复到正常的工作状态。

## 与死机的联系
假死机与死机在初期并没有严格意义上的差别。如果在计算机处于假死机状态时继续输入指令，有可能使之死机。然而，计算机从假死机中恢复所需的时间并无定数，因此，当计算机操作者在等待一定时间后采取硬件层面上的措施解决这个问题时，也令对此次计算机出现情况的判断成为不可能。

## 死机与假死机的判定
一個無反應的計算機是否是假死機是半可判定的，由于无法证明被认为是死机的计算机是否能够在一个无限长的时间内恢复，因此也就无法对处于对应用程序没有响应状态下的计算机是否死机进行判断。在现实生活中，人们通常是根据结果来判断计算机的无响应是否属于死机现象。即：如果计算机在特定操作者所能接受的等待时间内恢复正常，此特定操作者则认为刚才发生的现象属于假死机范畴。如果计算机在特定操作者所能接受的等待时间内未恢复正常，最终导致了操作者采用硬件层面上的措施解决此次无响应现象，从而对刚才所发生现象是否属于死机范畴的判断造成了时空上的不可能性。但此操作者通常认为刚才发生的现象属于死机范畴。由于各个操作者所能接受的最大等待时间长短不一，因此也许计算机会在有较长等待时间的操作者那里恢复了正常，而在只有较短等待时间的操作者那里恢复过程尚未来得及完成便被操作者采取的硬件措施所终止。此时，对于前一个操作者，计算机的此次状态被认定为假死机，而对于后者为死机。因此，各人对同样的计算机无响应事件会做出不同的判断。即对死机和假死机的判断存在各人间的特异性。综上，假死机可以通过计算机恢复到正常状态来确定，而死机由于无法在一个无限长的时间内进行验证而无法得到理论上的完全肯定。只能根据各人的情况不同，通过事件的结果进行判断。